# Achládia (Lassithi)
Achládia, en grec moderne : Αχλάδια est un village du dème de Sitía, en Crète, en Grèce. Selon le recensement de 2011, la population d'Achládia compte 199 habitants. Le village est situé à une altitude de 250 m et à une distance de 9 km de Sitía.